# 다뷰인디
다뷰 인디(DaViewIndy)는 대한민국의 휴먼 토크 주식회사가 개발한 통합 뷰어 프로그램이다.